# Adela Ringuelet
Adela Emilia Ringuelet (La Plata, 27 marzo 1930 – La Plata, 26 aprile 2023) è stata un'astrofisica e astronoma argentina presso l'Osservatorio Félix Aguilar in Argentina.
È stata co-fondatrice dell'Asociación Argentina de Astronomía e membro attivo dell'Unione astronomica internazionale (IAU), dove era stata affiliata a molte delle sue commissioni. A partire dal 2017, è stata membro della Divisione G dell'IAU, "Stars and Stellar Physics". La sua ricerca include più di 100 pubblicazioni nel campo della spettroscopia stellare.

## Biografia
Nata a La Plata, in Argentina, studiò astronomia alla Escuela Superior de Astronomía y Geofísica con le sue compagne Nora Schreiber ed Elsa Guttierez. Nel 1958 iniziò a lavorare presso l'Osservatorio Félix Aguilar. Era sposata con l'astrofisico argentino Jorge Sahade (1915–2012), direttore degli Osservatori di La Plata e Cordoba ed ex presidente dell'IAU, con il quale ha pubblicato sulla spettroscopia stellare.
L'asteroide della fascia principale 5793 Ringuelet, scoperto dallo staff dell'Osservatorio Félix Aguilar a El Leoncito nel 1975, è stato chiamato in suo onore. La citazione di denominazione è stata pubblicata il 26 settembre 2007 ( MPC 60727 ).
Ringuelet morì il 26 aprile 2023, all'età di 93 anni.